# 网脉柿
网脉柿（学名：Diospyros reticulinervis）为柿科柿属下的一个种。

## 扩展阅读
- 維基物種上的相關：网脉柿